# Üzleti érték
A menedzsmentben az üzleti érték egy informális kifejezés, amely magában foglalja az érték minden olyan formáját, amely hosszú távon meghatározza a vállalat egészségét és jólétét. Az üzleti érték kiterjeszti a vállalat értékének koncepcióját a gazdasági értéken túl (amelyet gazdasági nyereségként, gazdasági értéknövekedésként és részvényesi értékként is ismernek) arra, hogy más értékeket is magában foglaljon, mint például az alkalmazotti érték, ügyfél érték, beszállítói érték, csatornapartner érték, szövetségi partner érték, vezetői érték és társadalmi érték. Ezek közül sok értékformátumot nem közvetlenül mérnek pénzügyi értelemben. A Project Management Institute szerint az üzleti érték a "vállalkozás erőfeszítéséből származó nettó kvantitatív előny, amely lehet tényleges, nem materiális vagy mindkettő”. 
Az üzleti érték gyakran magában foglalja azokat a nem immateriális javakat, amelyeket nem feltétlenül lehet hozzárendelni egyetlen érdekelt fél csoportjához. Ilyen például az intellektuális tőke és a vállalat üzleti modellje. Az egyensúlyi pontrendszer módszere az egyik legnépszerűbb módszer az üzleti érték mérésére és kezelésére.

## Filozófia
A vállalat értékének fogalma összhangban van azzal az elmélettel, miszerint egy vállalat legjobban úgy tekintendő, mint egy kapcsolatok hálózata mind belső, mind külső szempontból. Ezeket a hálózatokat néha értékhálózatnak nevezik. A hálózatban lévő minden csomópont lehet egy érdekelt felek csoportja, egy erőforrás, egy szervezet, végfelhasználók, érdekcsoportok, szabályozók vagy maga a környezet is. Az értékhálózatban az értékteremtés együttműködő, kreatív, szinergikus folyamatként van értelmezve, nem pedig kizárólag mechanisztikusnak vagy egy irányítás és kontroll eredményének.
Ha a vállalatot értéket teremtő entitások hálózataként tekintjük, akkor az a kérdés merül fel, hogy hogyan járul hozzá minden csomópont a vállalat teljesítményéhez és hogyan viselkedik, reagál saját érdekeire. Amikor a hálózatban lévő csomópontok független szervezetek (pl. beszállítók) vagy ügynökök (pl. vevők), az a feltételezés, hogy a vállalat egy együttműködésre törekvő, minden félnek értéket nyújtó kapcsolatra törekszik. Még akkor is, ha a hálózatban lévő csomópontok nem teljesen függetlenek (pl. alkalmazottak), az a feltételezés, hogy az ösztönzők fontosak és hogy ezek az ösztönzők túlmutatnak a közvetlen pénzügyi juttatáson.
Bár nagyon kívánatos lenne az összes üzleti értékformát egyetlen gazdasági mutatóra lefordítani (pl. diszkontált pénzáram), sok szakember és elméleti személy úgy véli, hogy ez vagy nem megvalósítható, vagy elméletileg lehetetlen. Ezért a vállalati érték támogatói szerint a legjobb megközelítés az, hogy a különböző értékformákat mérjük és kezeljük az érdekeltek minden csoportjára vonatkozóan.
Jelenleg nincsenek jól kidolgozott elméletek arról, hogy az üzleti érték különböző elemei hogyan kapcsolódnak egymáshoz és hogyan járulhatnak hozzá a vállalat hosszú távú sikeréhez. Egy ígéretes megközelítés a vállalati modell, de ezek ritkán vannak formalizálva.

## Történelem
Peter Drucker a vállalati érték korai híve volt, különösen abban, hogy a vállalatnak értéket kell teremtenie a vevők, alkalmazottak (különösen a tudásalapú munkavállalók) és terjesztési partnerek számára. Az általa kidolgozott irányítás által meghatározott célok eszköz volt a célok meghatározásához és a döntéshozatalhoz, hogy segítse az összes szinten lévő vezetőket az üzleti érték teremtésében. Ugyanakkor kétkedett abban, hogy az üzleti érték dinamikáját valaha is formalizálni lehetne, legalábbis a jelenlegi módszerekkel.
Michael Porter népszerűsítette az értéklánc fogalmát.

## Összetevők

### Részvényesi érték
A tőzsdén jegyzett vállalat esetében a részvényesi érték a tőke része, amely az eredménytartozékhoz viszonyul. Egyetlen tőkeszabály esetén ez nagyjából a kibocsátott részvények száma szorozva a jelenlegi részvényárral. A részvényesi értéket a részvényesi érték növelése átlagos/szükséges növekedésével kell összehasonlítani, amit tőke költségének neveznek.
Egy magántulajdonban lévő vállalat esetében a vállalat értéke a tartozások után becsült értéket kell használni, amelyet több értékelési módszerrel, például leértékelt pénzáramlásokkal vagy másokkal lehet elvégezni.

### Vevői érték
A vevői érték az az érték, amelyet a termék vagy szolgáltatás végső vevője kap. A végfelhasználó lehet egyetlen személy (fogyasztó) vagy egy szervezet, amelyben különböző személyek játszanak különböző szerepeket a vásárlás-fogyasztás folyamatában. A vevői értéket különbözőképpen fogadják el, mint hasznosság, minőség, előnyök és vevői elégedettség.

### Munkavállalói tudás
Ez gyakran alulértékelt eszköz a vállalatokban, és az a terület, ahol a jelentésekben a legnagyobb ellentmondás van. Az alkalmazottak a vállalatok legértékesebb eszközei és azok, akikkel a legtöbbet várunk el, de gyakran azok, akik a legkevesebbet kapják, amikor értékeket alkalmaznak rájuk.

### Terjesztési partner értéke
Az érték, amelyet egy vállalat partnerkapcsolatokra alapoz a vállalkozásban. A partnerérték hangsúlyozza, hogy ez kulcsfontosságú lehet a vállalat működése szempontjából. A cég megszűnik létezni vagy üzleti tevékenységeket végezni, ha a partnerérték csökken vagy elveszik.

## Üzleti értékteremtési stratégiák
Egy intézkedés által létrehozott vállalati érték növekedése vagy csökkenése hagyományosan ügyfélelégedettség, bevételnövekedés, nyereségesség, piaci részesedés, pénztárca részesedés, átkereskedési arány, marketingkampány válaszadási arányok vagy kapcsolatidők szerint mérhető.

### Az információs technológia üzleti értéke
A gazdasági értéket különböző tényezők befolyásolják. A legfontosabb tényező az IT és a vállalati folyamatok, szervezeti struktúra és stratégia összehangolása. A legmagasabb szinteken ez az összehangolás a vállalati architektúra, a folyamat- és szervezettervezés, valamint a teljesítménymutatók megfelelő integrációján keresztül valósul meg.
A számítástechnika és kommunikációs infrastruktúra szintjén az alábbi teljesítménytényezők korlátozzák és részben meghatározzák az IT-képességeket:
- Használhatóság
- Funkcionalitás
- Elérhetőség
- Megbízhatóság, helyreállíthatóság
- Teljesítmény (áteresztőképesség, válaszidő, kiszámíthatóság, kapacitás stb.)
- Biztonság
- Agilitás

Az értékvezérelt tervezési módszerrel az üzleti változások (különösen rendszerek) tervezését kívánták leírni az üzleti érték inkrementális javításának alapján – ez világosan látható az agilis szoftverfejlesztésben, ahol a termékszállítás minden iterációjának céljait az biztosítja, ami a legmagasabb üzleti értéket hajtja.[2][3]

## Kritikák
Az üzleti érték egy informális fogalom, és nincs egyetértés, sem az akadémiai körökben, sem a vezetői szakemberek között annak jelentéséről vagy szerepéről a hatékony döntéshozatalban. A kifejezést akár "divat kifejezésnek" is lehetne nevezni, amit különféle tanácsadók, elemzői vállalatok, vezetők, szerzők és akadémikusok használnak.
Néhány kritikus szerint gazdasági értéket, gazdasági nyereséget vagy részvényesi értéket is elégséges mérni ahhoz, hogy irányítsák a döntéshozatalt. Úgy tekintik, hogy az összes többi érték lényegében köztes a gazdasági nyereség végső céljához. Továbbá, ha nem járulnak hozzá a gazdasági nyereséghez, valójában akadályozást jelentenek a vállalat számára.
Más kritikusok szerint a vállalati érték mérésére tett kiterjedt erőfeszítések inkább zavaróak lesznek, mint hasznosak. Például aggály van afelől, hogy a döntéshozók zavarodottak lesznek, ha túl sok célt és mérőszámot kell figyelembe venniük.

## Fordítás
Ez a szócikk részben vagy egészben  a   Business value című angol Wikipédia-szócikk ezen változatának fordításán alapul.  Az eredeti cikk szerkesztőit annak laptörténete sorolja fel. Ez a jelzés csupán a megfogalmazás eredetét és a szerzői jogokat jelzi, nem szolgál a cikkben szereplő információk forrásmegjelöléseként.